# 32556 Jennivibber
32556 Jennivibber è un asteroide della fascia principale. Scoperto nel 2001, presenta un'orbita caratterizzata da un semiasse maggiore pari a 2,3425230 au e da un'eccentricità di 0,0892770, inclinata di 5,70331° rispetto all'eclittica.
L'asteroide è dedicato all'insegnante statunitense Jennifer Vibber.